# Transferzentrum
Das Transferzentrum (oder: Reihenmaschine) ist eine Werkzeugmaschine zur spanenden Komplettbearbeitung, d. h., sie kann ein Bauteil in einer Aufspannung vollständig bearbeiten. Es schließt die Lücke zwischen der Transferstraße und dem Bearbeitungszentrum. Es besitzt eine höhere Produktivität als das Bearbeitungszentrum und eine höhere Flexibilität als die Transferstraße.

## Maschinenkonzept
Transferzentren besitzen ortsfeste Arbeitsspindeln. Diese sind auf einem Technologieträger fest montiert. Das Werkstück befindet sich auf einem Trägersystem, das in mindestens drei Raumrichtungen zu steuern ist. Im Gegensatz zum Bearbeitungszentrum wird beim Transferzentrum nicht die Spindel zum Werkstück, sondern das Werkstück von Spindel zu Spindel bewegt.
Die Spindel wird nicht komplett abgebremst, sondern in einer Grunddrehzahl betrieben. Das Konzept erreicht dadurch extrem kurze Nebenzeiten. Jedes für die Bearbeitung erforderliche Werkzeug besitzt eine Spindel. Dadurch kann jede Spindel für die entsprechende Arbeitsaufgabe ausgewählt werden (Drehzahl und Drehmoment). Damit ist das Transferzentrum ein extrem produktives Maschinenkonzept.
Durch Erweiterungen um Werkzeugmagazine kann die Flexibilität in Richtung Variantenfertigung erhöht werden. Solche Werkzeugmagazine sind bisher nur von Anger Machining umgesetzt. Langfristige Umbauflexibilität (Rekonfigurierbarkeit) wird durch die Konstruktion erreicht. Die Spindeln werden an einen Rahmen mit Lochraster befestigt. Dabei können nicht nur die Spindeln bei Bedarf ersetzt, sondern auch neue Technologien, wie Stanzen, Einpressen etc. realisiert werden. Das Transferzentrum ist somit eine „Multitechnologieplattform“.

## Entwicklung und Bauformen
Das Transferzentrum in der heutigen Form entstand in den frühen 80er Jahren. Es wurde von der Firma Anger (Österreich) zum ersten Mal in Kombination mit NC-Steuerungen im Bereich der Brillenherstellung eingesetzt. Zuvor wurden bereits von Alzmetall sogenannte Reihenbohrmaschinen gebaut, die viele konstruktive Details der heutigen Transferzentren beinhalten. In den 1990er Jahren entwickelte Anger Machining mit Sitz in Traun das Prinzip für die Metallbearbeitung und zur komplexen Bearbeitung von Präzisionsteilen weiter. Transferzentren verschiedener Hersteller finden sich heute in der weltweiten Automobilindustrie zur Bearbeitung von Getriebe- und Motorteilen, u. a. bei VW, BMW, Chrysler, VW, ZF, Daimler oder Volvo im Einsatz. Im Bereich der Werkzeugmaschinen schaffte das Maschinenkonzept mit dem Hersteller ELHA auf der EMO 1997 den Durchbruch. In den letzten Jahren sind weitere Hersteller mit ähnlichen Konzepten hinzugekommen. Diese sind z. B. SW-EMAG, Krause & Mauser, MAG Powertrain (EXCELLO), Unior und Maschinenfabrik Alfing Kessler.
Die Hauptunterscheidungsmerkmale der Hersteller ergeben sich durch die Hauptbewegungsrichtung des Werkstückträgers und Fixierung des Werkstückträgers. Bei Vertikal-Reihenmaschinen sind die Arbeitsspindeln überwiegend vertikal über den Maschinenrahmen bzw. Technologieträger verteilt. Die Spindellage ist dabei  fast ausschließlich horizontal. Bei Horizontal-Reihenmaschinen sind die Spindelblöcke überwiegend horizontal verteilt und die Spindellage überwiegend vertikal.